# KZ-Außenlager Schandelah
Das KZ-Außenlager Schandelah war eines der zahlreichen Außenlager des KZ Neuengamme. Das KZ-Außenlager lag etwa drei Kilometer nordöstlich des Dorfes Schandelah, das seit 1974 zur Gemeinde Cremlingen gehört. Das ehemalige Lagergelände liegt am nordöstlichen Rand des Landkreises Wolfenbüttel in Niedersachsen. Heute befindet sich die kleine Siedlung Wohld auf dem Gelände. Neben KZ-Außenlager Schandelah sind weitere Bezeichnungen gebräuchlich, darunter Außenlager Schandelah, Konzentrationslager Schandelah, KZ Schandelah  und KZ Schandelah-Wohld. Im damaligen Sprachgebrauch wurde das Lager als Außenkommando bezeichnet.
Das KZ Schandelah bestand vom 8. Mai 1944 bis zum 10. April 1945. KZ-Häftlinge aus dem KZ Neuengamme und dem Außenlager Salzgitter-Drütte wurden in Schandelah als Zwangsarbeiter eingesetzt und von der SS bewacht. Die Häftlinge mussten Ölschiefer abbauen, aus dem in einem Versuchswerk synthetisches Benzin gewonnen wurde. Außerdem bauten sie Gleisanlagen für den Eisenbahntransport. Sie wurden menschenunwürdig behandelt. Die harte Arbeit, Unterernährung und Kälte führten zu Krankheiten und zu zahlreichen Todesfällen. Etwa 200 Personen starben im KZ-Außenlager Schandelah.
Im Rahmen des Mineralölsicherungsplans galt das Versuchswerk in Schandelah als wichtige Einrichtung für die Erforschung und Herstellung von synthetischem Benzin aus Ölschiefer. Für die fachliche Durchführung war die Steinöl GmbH mit Sitz in Braunschweig zuständig, die eigens zu diesem Zweck gegründet worden war. Solms Wilhelm Wittig war Geschäftsführer der Steinöl GmbH und zugleich Leiter des Forschungsinstituts für Naturasphalt an der Technischen Hochschule Braunschweig, mit dem die Steinöl GmbH beim Aufbau und Betrieb des Versuchswerks zusammenarbeitete.
Im Jahr 1985 wurde auf dem ehemaligen Lagergelände eine Gedenkstätte eingeweiht, die Gedenkstätte Schandelah-Wohld. Eine zweite Gedenkstätte liegt zwei Kilometer weiter östlich bei Scheppau. Die Gedenkstätte Scheppau ist ein Friedhof, auf dem 97 verstorbene Häftlinge bestattet sind.

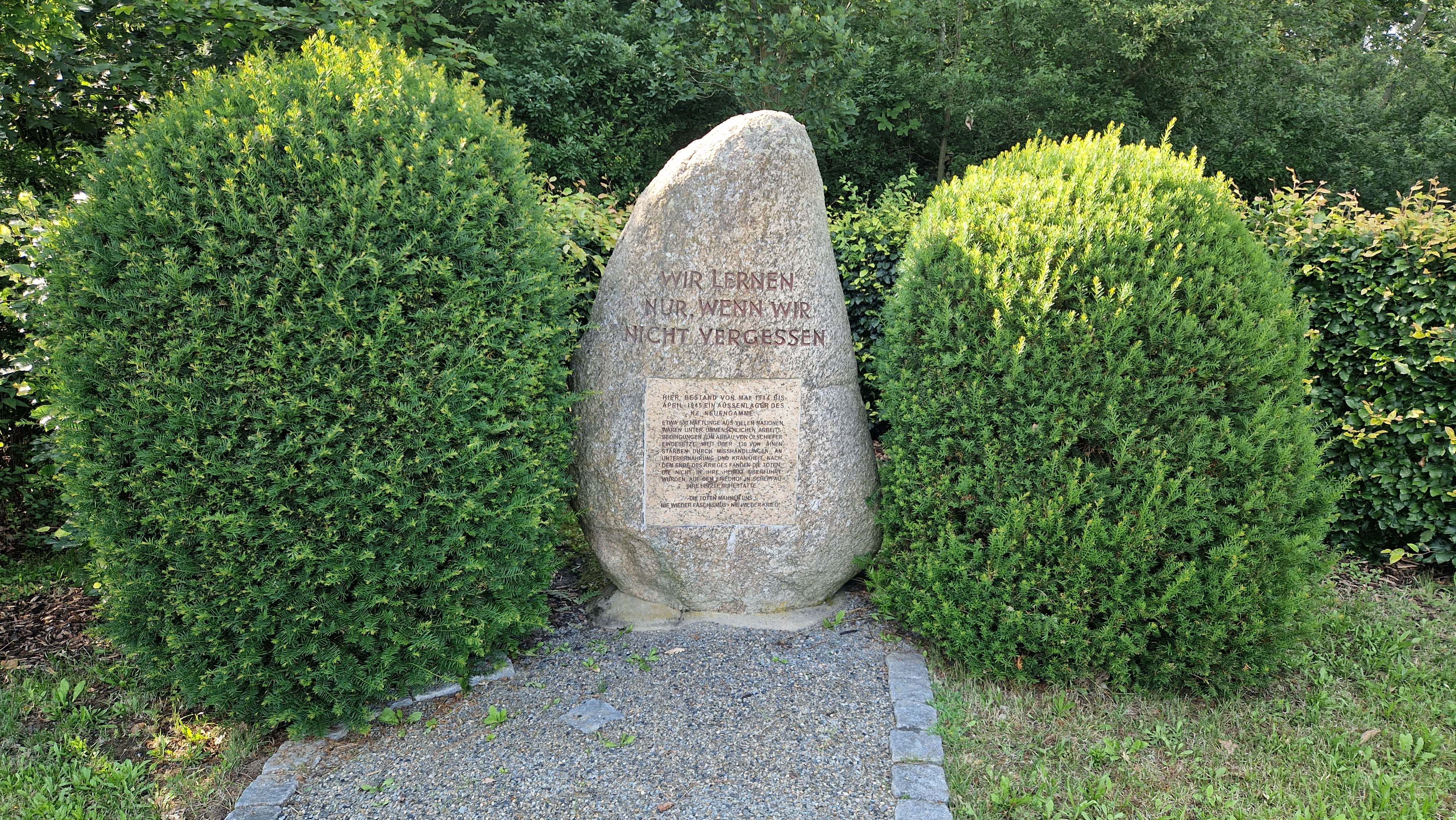
Gedenkstein in der Gedenkstätte Schandelah-Wohld

## Lage
Etwa drei Kilometer nordöstlich von Schandelah liegt der kleine Ortsteil Wohld. Hier stehen auf einer Länge von 200 Metern Gebäude entlang der in Ost-West-Richtung verlaufenden Landesstraße 633. Das Gelände des Häftlingslagers lag im Bereich der heutigen Siedlung Wohld und erstreckte sich darüber hinaus weiter nach Norden. Die Häftlingsbaracken standen südlich der Straße; heute ist dort eine Ackerfläche. Der ehemalige Tagebau des Ölschieferabbaus lag gegenüber auf der nördlichen Seite der Straße. Dieser Bereich ist heute eine vom Bäumen gesäumte längliche Wasserfläche.

## Hintergrund
Ab 1943 ließ das Reichsministerium für Bewaffnung und Munition unter Albert Speer prüfen, ob die Gewinnung von Öl als kriegswichtigem Treibstoff aus Ölschiefer möglich sei. Ölschiefergestein enthält bituminöse Bestandteile, die brennbar sind. Unter Einfluss von Wärme lässt sich in einem Schwelverfahren Schieferöl in kleinen Mengen gewinnen.
Das Posidonienschieferlager im Süden von Wolfsburg wurde für sehr bedeutend zur massenhaften Treibstofferzeugung gehalten, denn die knapp 40 Meter mächtige ölführende Schicht lag dort in einer Länge von etwa 11 Kilometern und einer Breite von 2,5 Kilometern vor. Bereits im Ersten Weltkrieg hatte es Versuche gegeben, Öl aus diesem Vorkommen zu gewinnen. Die Braunschweigische Kohlen-Bergwerke AG schätzte im Jahre 1943, dass 75 Mio. Tonnen Schandelaher Schieferöl gewonnen werden könnten.
Die Treibstoffversorgung der Wehrmacht verschlechterte sich nach dem Verlust der rumänischen Ölfelder und infolge der Bombardierung der deutschen Treibstoffanlagen immer weiter. Nach einem persönlichen Treffen mit Adolf Hitler am 30. Mai 1944 entwickelte Edmund Geilenberg den Mineralölsicherungsplan, der mit höchster Priorität beschlossen wurde. Er wird auch als Geilenberg-Programm bezeichnet. Die Nationalsozialisten hofften mit den Maßnahmen dieses Plans ihren Treibstoffengpass zu beseitigen. Aufgrund des Mineralölsicherungsplans wurde der Ausbau des Lagers in Schandelah forciert.  
Das wichtigste Ölschieferprogramm des Mineralölsicherungsplans lief unter dem Decknamen „Unternehmen Wüste“ in Württemberg. Hier wurde Ölschiefer am Fuß der Schwäbischen Alb zwischen Tübingen und Rottweil abgebaut. Die Arbeit wurde von mehr 11.000 Häftlingen geleistet, die in sieben Konzentrationslagern untergebracht waren. Sie arbeiteten in den Steinbrüchen und errichteten zehn Produktionsstätten, von denen vier in Betrieb gingen. Als der Mineralölsicherungsplan im Juni 1944 ausgearbeitet wurde, waren drei Versuchsanlagen bereits in Betrieb. Die Versuchsanlage von Schandelah wurde dagegen erst im Januar 1945 in Betrieb genommen.

## Planungen
Im Sommer 1943 fand bei dem Ministerpräsidenten des Freistaates Braunschweig Dietrich Klagges eine Besprechung statt, an der   Solms Wilhelm Wittig teilnahm, der seit 1941 Generaldirektor der Deutschen Asphalt AG (DASAG) war; der Freistaat Braunschweig war mit 97 Prozent Hauptaktionär der DASAG. An der Besprechung nahmen auch Hans-Joachim Freiherr von Kruedener, Oberbergrat Göhlich und Direktor Borchart teil. In der Folge wurde die Steinöl GmbH mit Sitz in Braunschweig als eine Tochtergesellschaft der DASAG gegründet. Zur Verschleierung des eigentlichen Zwecks wurde sie als Kalk- und Zementwerke Schandelah ins Handelsregister eingetragen. Wittig wurde Geschäftsführer der Steinöl GmbH, Hans Detlev Ohlen sein Stellvertreter.
Die Reichsregierung sicherte vertraglich eine Verzinsung der Investitionen zu, beteiligte sich mit 50 Prozent am Aktien-Stammkapital und finanzierte die erforderlichen 7–8 Millionen Reichsmark zum Bau eines Versuchswerkes zur synthetischen Herstellung von Öl vor. Im Oktober 1943 warb Ministerpräsident Klagges in einem Schreiben an den Reichsführer SS Heinrich Himmler für das Vorantreiben der Ölgewinnung im Land Braunschweig. Am 20. Januar 1944 fand mit dem Lagerkommandanten der KZ Salzgitter-Drütte Herbert Rautenberg und Vertretern der Steinöl GmbH ein Ortstermin in Schandelah zur Errichtung des Häftlingslagers statt.

## Lagerbetrieb

### Häftlinge
Das Lager wurde erstmals um den 18. Mai 1944 mit etwa 100 Häftlingen belegt. Die Zahl der Häftlinge stieg bis zum November 1944 auf etwa 750 bis 800 an und blieb dann bis April 1945 relativ konstant.
Die Lagerhäftlinge kamen zum größten Teil aus der Sowjetunion, aus Polen, Belgien und Frankreich und kleinere Personengruppen aus den Niederlanden, aus Dänemark, Deutschland, Spanien, Italien, Griechenland, aus der Tschechoslowakei und Jugoslawien.
Das KZ war durch einen elektrisch geladenen Stacheldraht gegen Fluchtversuche gesichert.

### Baracken
Die Unterkunft für die Häftlinge bestand zunächst nur aus einer KZ-Baracke. Später gab es im Häftlingslager vier Baracken. Drei davon waren mit Häftlingen belegt. Eine Baracke war zweigeteilt – ein Bereich diente als Krankenstation („Revier“ genannt), der andere war für Handwerker vorgesehen.

### Tätigkeiten der Häftlinge
Die Häftlinge wurden für den Ölschiefer-Tagebau, den Bau einer Eisenbahnlinie zum Bahnhof Schandelah und den Bau der Unterkünfte eingesetzt, später auch an den Versuchsöfen. Häftlinge arbeiteten auch in der Versorgung und Verwaltung. Sträflingskolonnen arbeiteten in 12-Stunden-Schichten. Je eine Kolonne arbeitete entweder beim Ölschieferabbau oder beim Eisenbahnbau. Die Kolonnen wurden „Kommandos“ genannt und von einem Kapo beaufsichtigt. Die Eisenbahnkolonne wurde „Kommando Staatsbahn“ genannt.
Im Schieferbruch wurde das Gestein mit der Hacke herausgebrochen und mit der Hand in Loren verladen. Zur Gewinnung von einer Tonne Schweröl mussten etwa 35 Tonnen Ölschiefer gebrochen werden. Die Häftlinge, die im Eisenbahnbau beschäftigt waren, mussten mit Schaufeln und Hacken das Gleisbett ausheben und ohne maschinelle Hilfe die Schwellen und die tonnenschweren eisernen Gleise verlegen.
Im Januar 1945 begann der Betrieb der beiden Versuchsöfen. Für den Betrieb der beiden Öfen wurden jeweils 70 Häftlinge eingesetzt. In zwei 12-Stunden-Schichten schaufelten sie 24 bis 32 Tonnen Ölschiefer in die Öfen.

### Zuständigkeiten
Zu Beginn hatte SS-Oberscharführer Ewald Jauch das Kommando über das Lager Schandelah. Ab dem 11. August 1944 übernahm SS-Unterscharführer Friedrich Ebsen das Kommando.
Die Steinöl GmbH war für den Bau, die Einrichtung, den Unterhalt und die Beheizung der Unterkünfte zuständig, außerdem für die Einteilung der Arbeiten der KZ-Häftlinge. Ferner war sie auch für die Begleichung der Medikamentenrechnungen verantwortlich, worüber sie sich zum Teil schriftlich über die Rechnungshöhe beschwerte und die Unterschrift verweigerte. Im Mai 1944 wurde mit der Steinöl GmbH vereinbart, dass kranke und nicht mehr arbeitsfähige KZ-Häftlinge nach Neuengamme bzw. nach Salzgitter zurückgeschickt werden.
Die Steinöl GmbH kooperierte bei dem Ölschiefer-Projekt mit dem Forschungsinstitut für Naturasphalt an der TH Braunschweig. Solms Wilhelm Wittig, der Geschäftsführer der Steinöl GmbH, war seit 1941 auch Leiter des Forschungsinstituts. Der wichtigste Mitarbeiter am Forschungsinstitut für Naturasphalt war der Chemiker Otto Hefter, der sich seit 1937 mit der Gewinnung von Öl befasst hatte. Nach der Bombardierung Braunschweigs am 15. Oktober 1944 wurde das Forschungsinstitut nach Schandelah verlegt. Hefter wechselte nach Schandelah, um dort den Bau der Versuchsöfen der Steinöl GmbH zu überwachen. Sein Gehalt wurde weiterhin von der TH Braunschweig bezahlt.
Die SS war für die Bewachung sowie für den An- und Abtransport der KZ-Häftlinge zuständig, aber auch für Verpflegung, Bekleidung und medizinische Versorgung. Mit Karabinern und Schlagstöcken bewaffnete SS-Männer bewachten die Sträflinge bei der Arbeit. Die SS-Wachmannschaft, die den Eisenbahnbau bewachte, galt als besonders brutal. Das SS-Personal unterstand nicht dem KZ Neuengamme, sondern dem SS-Hauptscharführer Max Kirstein, der im Braunschweiger KZ-Außenlager Schillstraße Lagerkommandant war und in  der Region als Stützpunktleiter fungierte.
Mit dem Mineralölsicherungsplan („Geilenberg-Programm“) erhielt das Versuchswerk höchste Kriegswichtigkeit. Geilenberg besuchte im Herbst 1944 persönlich das Lager Schandelah gemeinsam mit Wittig und anderen Firmenangehörigen der Steinöl GmbH. In der SS-Baracke forcierte er die Anbindung ans Schienennetz, drängte auf den baldigen Bau der Versuchsöfen und wollte sich um die weitere Bereitstellung von KZ-Häftlingen kümmern.

### Unmenschliche Bedingungen im Lager
Die Baracken der Häftlinge waren mit zwischen 250 und 500 Männern in dreistöckigen Betten übervoll belegt. Zeitweise musste sich vier Männer ein Bett teilen. Je Häftling gab es drei Decken, später nur noch zwei, und einen Strohsack. Die Baracken konnten zwar beheizt werden, aber es wurde kein brennbares Material zugewiesen. Um sich vor der Kälte zu schützen, trugen die KZ-Häftlinge leere papierne Zementsäcke aus den Bauvorhaben unter ihrer Wäsche, was bei Entdeckung schwere körperliche Strafen mit 25 Stockhieben nach sich zog. Im September 1944 war die dritte Baracke noch nicht fertiggestellt, daher mussten die Häftlinge ohne Decken frierend auf Stroh nächtigen.
Eine Hose, Jacke, ein Paar Schuhe aus Holz und eine Mütze mussten im Lager solange getragen werden, bis sie nicht mehr zu gebrauchen und völlig zerschlissen waren. Wäsche und Unterwäsche konnte in der ersten Zeit nicht gewechselt und nicht gewaschen werden. Nach mehr als einem halben Jahre wurde lediglich einmal Unterwäsche ersetzt. Die Wäsche, die zu tragen war, war demzufolge verschmutzt und verlaust. Die ersten vier Monate war keine Wasserleitung vorhanden und Wasser wurde in Behältern ins Lager gebracht. Aufgrund technischer Probleme beim Wasserleitungsbau gab es erst ab Februar 1945 Waschmöglichkeiten und fließendes Wasser.
Pierre Verhaegen, ein belgischer KZ-Häftling, sagte vor dem Britischen Militärgericht 1947 aus: „Wir wurden schon morgens mit Prügel geweckt; beim Frühstück ging es weiter. Auf dem Weg zur Arbeit und an den Arbeitsplätzen ging es weiter. Auch wenn wir schlafend in unseren Betten lagen, waren wir davor nicht sicher.“
Georg Walter Adler, ein deutscher KZ-Häftling, berichtete im Kriegsverbrecherprozess, dass die Verpflegung miserabel und für die schwere Arbeit nie ausreichend war: „Zum Frühstück um 6.00 Uhr gab es Kaffee und eine Scheibe Brot im Gewicht von 100 Gramm. Um 10.00 Uhr bekamen wir nochmals 2 Scheiben Brot von 200 Gramm. Um 12.00 Uhr war Mittag und dann gab es Steckrübensuppe, manchmal mit Kartoffeln meistens ohne, im ganzen 1 1/4 Liter. Die Mittagszeit war so knapp, dass manchmal die Häftlinge ihr Essen nicht restlos verzehren konnten und wieder zur Arbeit herausgejagt wurden. Unsere letzte Mahlzeit war um 18:00 Uhr, diese bestand aus 250 Gramm Brot, 10 Gramm bis 15 Gramm Margarine, und abwechselnd einmal Fischpaste, Rote Bete oder Wurst.“ Teilweise 20 Gefangene mussten sich oft täglich einen Laib Brot teilen. Nicht jeder bekam eine Mittagssuppe, denn nicht jeder hatte einen Napf.
Schwer kranke oder nicht mehr leistungsfähige Gefangene wurden zurück ins KZ Neuengamme oder ins KZ-Außenlager Salzgitter-Drütte ausgesondert, leichter Erkrankte wurden ins Krankenrevier des Lagers gebracht. Im KZ-Außenlager Schandelah gab es weder Medizin noch Pflege oder qualifiziertes Pflegepersonal. Es gab keinen Arzt und nur einen Sanitäter, der zunächst einmal pro Woche vom Außenlager Salzgitter-Drütte kam und von einem Hilfssanitäter vor Ort, der von Beruf Bauarbeiter war, unterstützt wurde. Ein Arzt aus dem Dorf Schandelah wurde nur zum Ausstellen von Totenscheinen ins Lager gerufen.

### Todesopfer
Die gesundheitsschädlichen Bedingungen – harte Arbeit, Unterernährung, das Fehlen von Heizung, Hygiene und Krankenversorgung – kosteten viele Häftlinge das Leben. Zudem wurden nach Aussagen von überlebenden Häftlingen 20 Männer auf der Flucht erschossen und fünf von SS-Wächtern erschlagen. Laut dem Notizbuch des Arztes, der ins Lager kam, um Totenscheine auszustellen, gab es 129 Todesfälle im Zeitraum November bis April 1945. Insgesamt kamen etwa 200 KZ-Häftlinge ums Leben.
Die Leichen wurden anfangs mehrere Tage lang an der Latrine zwischengelagert und dann in ein Krematorium nach Salzgitter-Drütte gebracht. Später ließ der Lagerkommandant Ebsen nördlich des Lagers einen Friedhof anlegen. Jeweils drei Tote bekamen einen gemeinsamen Sarg, um Holz zu sparen. Dann baute man gar keine Särge mehr und verscharrte die Leichen nur noch. Jedes Grab erhielt ein kleines Holzkreuz. Ende März 1945 kam der Befehl aus Neuengamme, die Grabkreuze zu entfernen und den Friedhof umzupflügen. Der Ort des Lagerfriedhofs wurde erst im Frühjahr 2004 bei Forstarbeiten entdeckt.

### Verhältnis zur Bevölkerung im Umkreis
Die umliegenden Felder wurden von Bauern bewirtschaftet, und die am Bau der Eisenbahn beteiligten KZ-Häftlinge konnten von der Bevölkerung gesehen werden. Die KZ-Verwaltung kaufte Lebensmittel und andere Gegenstände in den umliegenden Dörfern ein. Häftlinge, die flüchteten, wurden zum Teil von Dorfbewohnern aus der Umgebung verraten. Das Konzentrationslager musste der dort lebenden Bevölkerung bekannt gewesen sein. Die meisten stimmten mit der NS-Propaganda überein, die Zwangsarbeiter im Lager seien Kriminelle, denen ihre Hilfe nicht zustehe.

## Befreiung
Anfang April 1945 wurden Konzentrationslager im Westen Deutschlands wie z. B. das KZ-Außenlager Porta Westfalica vor den anrückenden amerikanischen Truppen geräumt. In der Folge musste das KZ-Außenlager Schandelah einen Teil dieser Häftlinge aufnehmen und war mit etwa 1300 Häftlingen völlig überfüllt. Am 10. April 1945 wurden die KZ-Häftlinge in Güterwaggons ins Auffanglager Wöbbelin bei Ludwigslust abtransportiert, wo sie erst am 15. April ankamen. Am 2. Mai 1945 wurden sie durch amerikanische Soldaten befreit.

## Nachkriegszeit

### Kriegsverbrecherprozess
Am 2. Januar 1947 begann vor einem britischen Militärgericht in Braunschweig ein Kriegsverbrecherprozess gegen drei leitende Angestellte der Steinöl GmbH sowie gegen vier Mitglieder des SS-Personals und zwei  Kapos. Die Lokalpresse berichtete nahezu täglich über den Prozess, der am 3. Februar 1947 mit der Verkündung der Urteile endete.
Der erste Zeuge der Staatsanwaltschaft war der britische Ermittler Frank Peter Golding vom Hauptquartier der britischen Rheinarmee. Er hatte vor dem Prozess Angeklagte und Zeugen vernommen. Am ersten Prozesstag legte er dem Gericht die Niederschrift der Aussagen sowie Dokumente aus sichergestellten Akten der Firma Steinöl GmbH und der SS vor.  An weiteren Prozesstagen wurden ehemalige Häftlinge als Zeugen vernommen.
Nachfolgend Angaben zu den Angeklagten und den Urteilen. Die Tabelle ist nach der Spalte „Funktion“ vorsortiert, beginnend mit den Verantwortlichen der Steinöl GmbH.
| Angeklagter          | Funktion                                                                            | Urteil           | Anmerkungen zum Strafvollzug                                                                                     |
| -------------------- | ----------------------------------------------------------------------------------- | ---------------- | --- |
| Solms Wilhelm Wittig | Generaldirektor DASAG, Geschäftsführer Steinöl GmbH                                 | Tod durch Hängen | Das Urteil wurde im März 1947 in eine 20-jährige Gefängnisstrafe umgewandelt; im Mai 1955 wurde Wittig begnadigt |
| Hans Delev Ohlen     | Stellvertretender Geschäftsführer Steinöl GmbH                                      | 10 Jahre Haft    | Die Strafe wurde auf 7 Jahre verkürzt; im August 1950 kam Ohlen frei                                             |
| Otto Hefter          | Leitender Mitarbeiter des Forschungsinstituts für Naturasphalt der TH Braunschweig  | Freispruch       | |
| Friedrich Ebsen      | Lagerkommandant                                                                     | Tod durch Hängen | Hinrichtung am 2. Mai 1947 im Zuchthaus Hameln                                                                   |
| Carl Truschel        | Stellvertretender Lagerkommandant, ab August 1944 Vorgesetzter der Wachmannschaften | Tod durch Hängen | Hinrichtung am 2. Mai 1947 im Zuchthaus Hameln                                                                   |
| Erich Arnold Jahn    | Mitglied der Wachmannschaft, Küchenleiter, zuständig für die Verpflegung            | Freispruch       | |
| Johann Heitz         | SS-Hundeführer                                                                      | Tod durch Hängen | Hinrichtung am 2. Mai 1947 im Zuchthaus Hameln                                                                   |
| Arthur Große         | Kapo des „Kommandos Staatsbahn“                                                     | Tod durch Hängen | Hinrichtung am 2. Mai 1947 im Zuchthaus Hameln                                                                   |
| Herbert Schiefelbein | Kapo                                                                                | 2 Jahre Haft     | |

Die Akten des Prozesses wurden nach London gebracht und dort im Public Record Office aufbewahrt. Dies wurde in Cremlingen erst im Jahr 1982 bekannt. Zwei Mitglieder der Grünen Bürgerliste fuhren daraufhin nach London, ließen die Dokumente auf Mikrofilm speichern und brachten die Informationen nach Deutschland. Dies war der Beginn der Aufarbeitung und der Gedenkarbeit vor Ort.

### Demontage und Umbau des Lagers

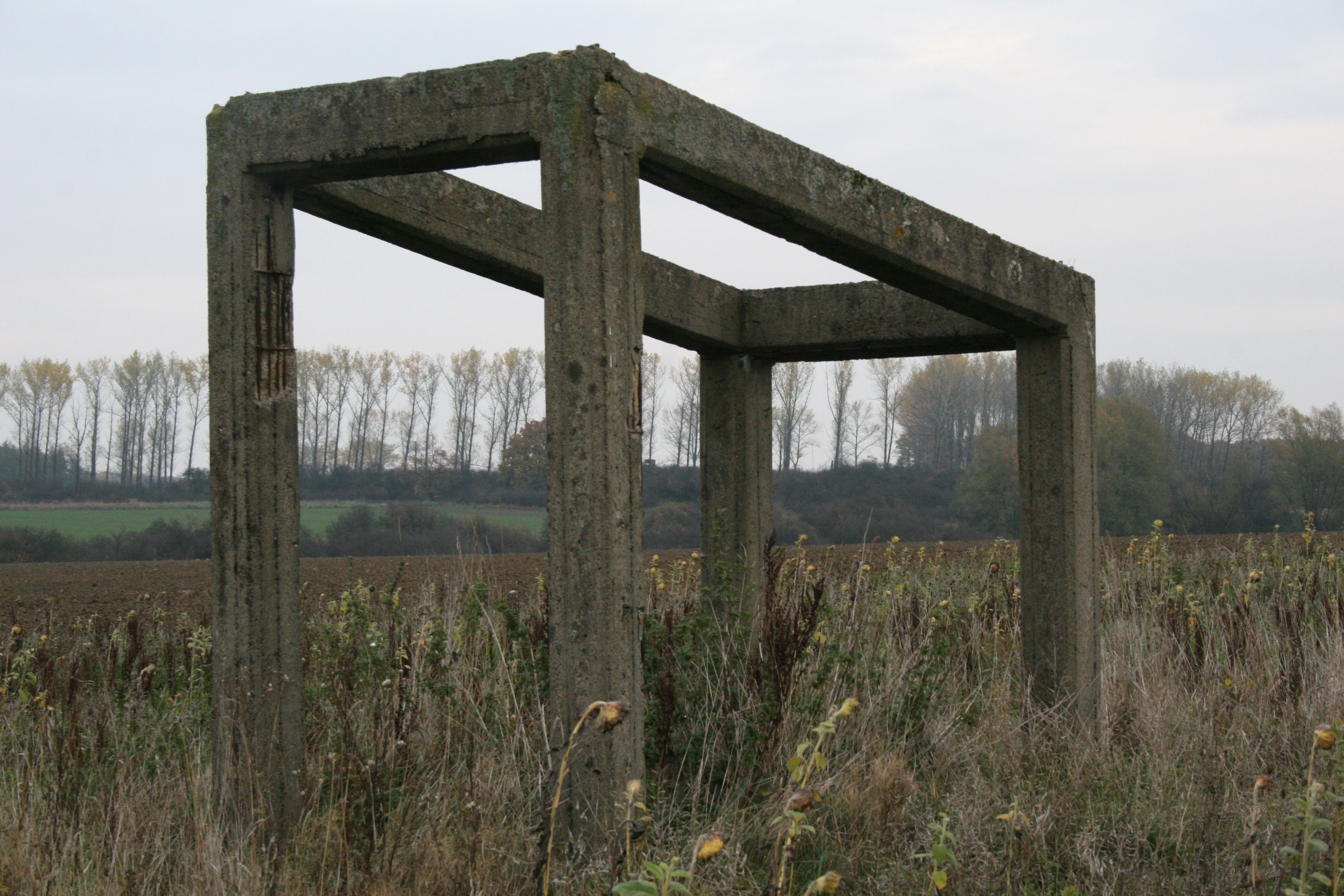
Betonskelett einer Ofenanlage, die nicht gebaut wurde

Die Steinöl GmbH bestand zunächst nach Kriegsende weiter, aber die Briten zeigten kein Interesse an dieser Form der Ölgewinnung, und die Firma meldete 1946 Konkurs an. In den Jahren nach dem Schandelah-Prozess wurde die Versuchsanlage mit den Öfen demontiert. Erhalten ist nur ein drei Meter hohes Betonskelett, auch „Ofenskelett“ genannt, etwa 100 Meter weiter nördlich. Dieses Betongerüst war anscheinend Teil einer Ofenanlage, die noch gebaut werden sollte, aber dazu kam es nicht mehr.
Auch die Holzbaracken südlich der Straße wurden abgebaut. Die Steinbaracken wurden hingegeben von Privatpersonen erworben und zu Wohnhäusern umgebaut. Daraus entstand die heutige Siedlung Wohld. Dass der Ort vormals ein Lagergelände war, geriet zunehmend in Vergessenheit.

### Umbettungen der Toten
Die britische Militärregierung befahl im Mai 1946 die Umbettung der Toten, die auf dem ehemaligen Lagerfriedhof bestattet oder verscharrt worden waren. Deutsche Kriegsgefangene und Werksangehörige der Firmen Büssing AG und Luther gruben 113 Leichen aus. Sie wurden in Särge gelegt und auf einem neuen Friedhof in unmittelbarer Nähe würdig bestattet. Dieser zweite Friedhof der KZ-Häftlinge bestand bis 1954.
Im Juli 1954 wurden die Toten durch die Stadt Königslutter auf den Scheppauer Friedhof umgebettet. Weitere Häftlinge, die außerhalb der Ehrenruhestätte in Scheppau begraben waren, wurden in den 1960er Jahren nach Scheppau umgebettet.

## Gedenkstätten

### Gedenkstätte Schandelah-Wohld

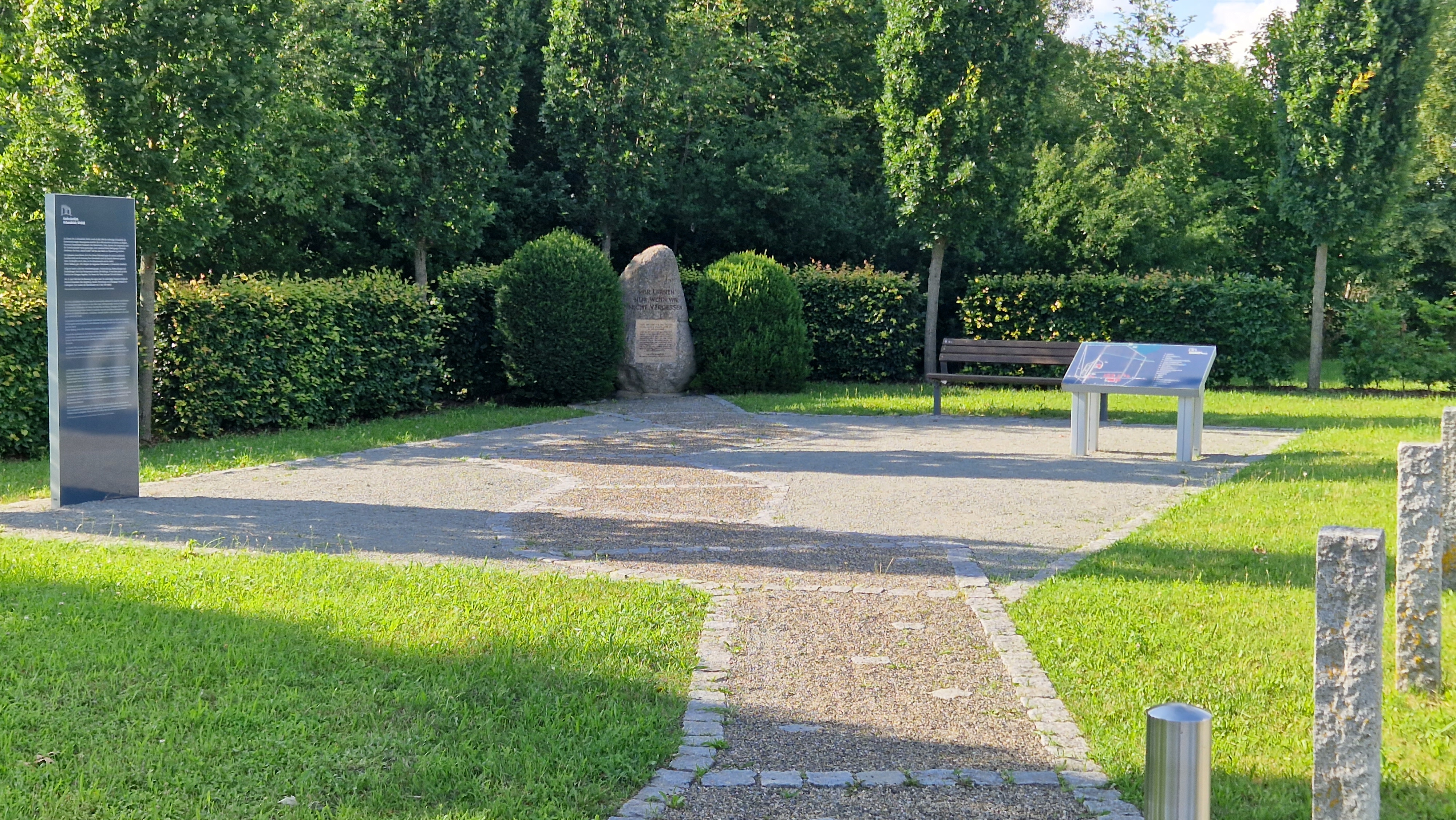
Die Gedenkstätte Schandelah-Wohld. Links eine Infostele, rechts Tisch mit Plan des Lagers, dazwischen im Hintergrund der Gedenkstein.

Die seit 1985 bestehende Gedenkstätte Schandelah-Wohld befindet sich westlich des ehemaligen Gefangenenlager nahe an der Landesstraße. Sie liegt zwischen der Straße und dem ehemaligen Tagebau-Gelände, das sich nördlich anschließt.
In der Nähe dieses Ortes hatte am Buß- und Bettag 1982 eine erste Gedenkveranstaltung mit rund 200 Teilnehmern stattgefunden. Dabei wurde ein mannshohes hölzernes Kreuz am Rand der Durchgangsstraße aufgestellt. Einige Bürger von Schandelah-Wohld protestierten gegen das Holzkreuz, zudem wurde amtlicherseits bemängelt, dass keine Baugenehmigung vorlag. Auf Weisung des Straßenbauamtes Wolfenbüttel wurde das Kreuz wieder entfernt. Eine Gedenkveranstaltung fand auch im nächsten Jahr statt – diesmal auf dem Scheppauer Friedhof, wo das Holzkreuz später seinen Platz fand.
Anhaltendes Engagement ehemaliger Häftlinge und der Grünen Bürgerliste in Cremlingen führte dazu, dass die Gemeinde Cremlingen und der Landkreis Wolfenbüttel eine Gedenkstätte am Ort des ehemaligen Lagers einrichteten. Die Gedenkstätte Schandelah-Wohld wurde am 6. Mai 1985 der Öffentlichkeit übergeben. Seitdem finden hier jedes Jahr im Mai von der Gemeinde organisierte Gedenkfeiern statt.
Ein Element der Gedenkstätte ist ein beschrifteter Findling. Im oberen Bereich wurde das Motto „Wir lernen nur, wenn wir nicht vergessen“ in den Stein eingraviert, darunter stehen Erläuterungen zum ehemaligen Außenlager auf einer eingelassenen Tafel.
Im September 2004 wurde die Gedenkstätte geschändet: Die an dem Gedenkstein befestigte Bronzetafel wurde entwendet, auf den Gedenkstein wurden „SS“ und ein Hakenkreuz aufgesprüht. Die Ermittlungen blieben ohne Ergebnis. Die Schmierereien wurden beseitigt und die Platte erneuert. Im Jahr 2012 wurde die bronzene Gedenktafel erneut entwendet. Danach wurde statt einer Bronzetafel eine Steintafel mit demselben Text in den Gedenkstein eingefügt. 

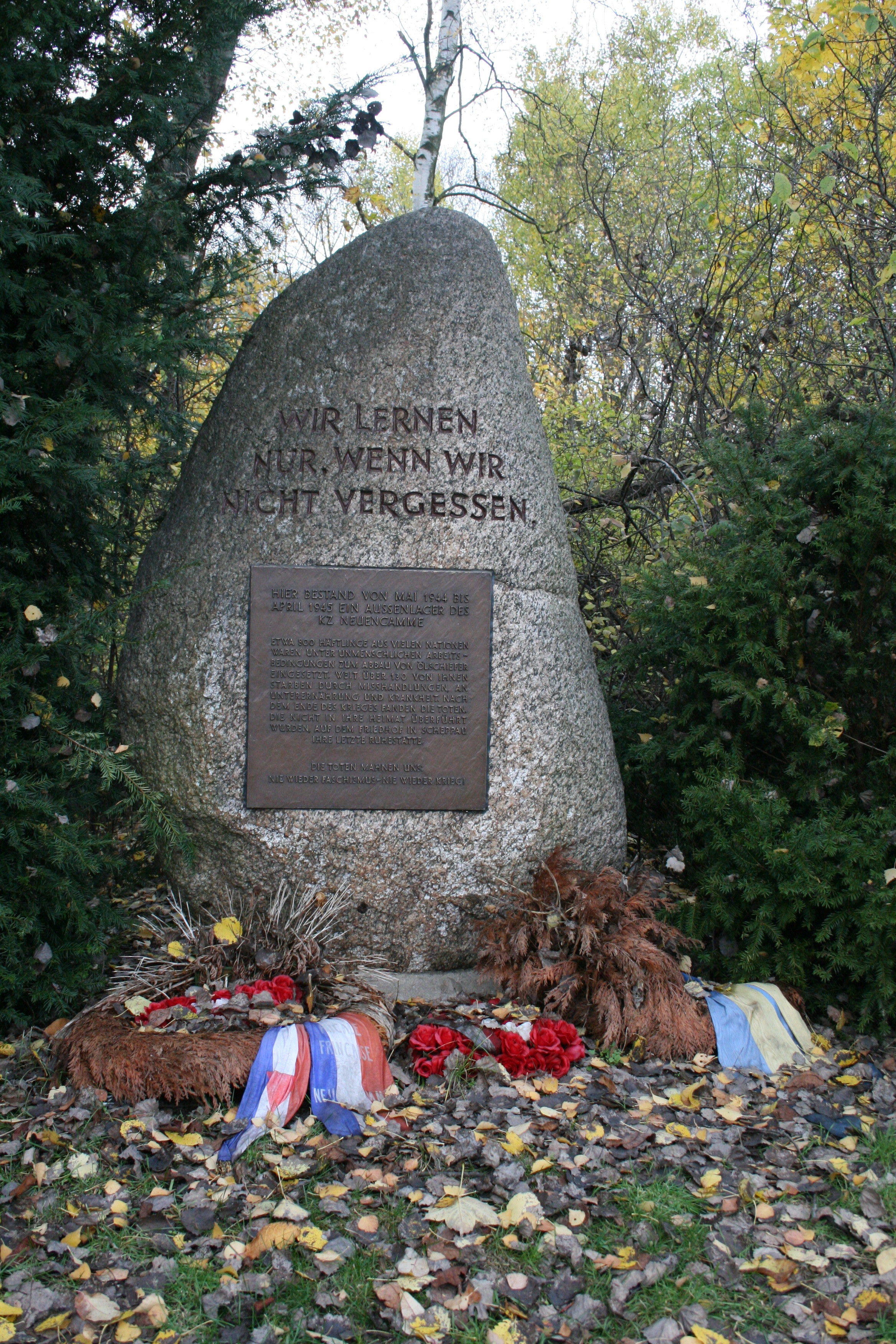
Der Gedenkstein im Jahr 2008
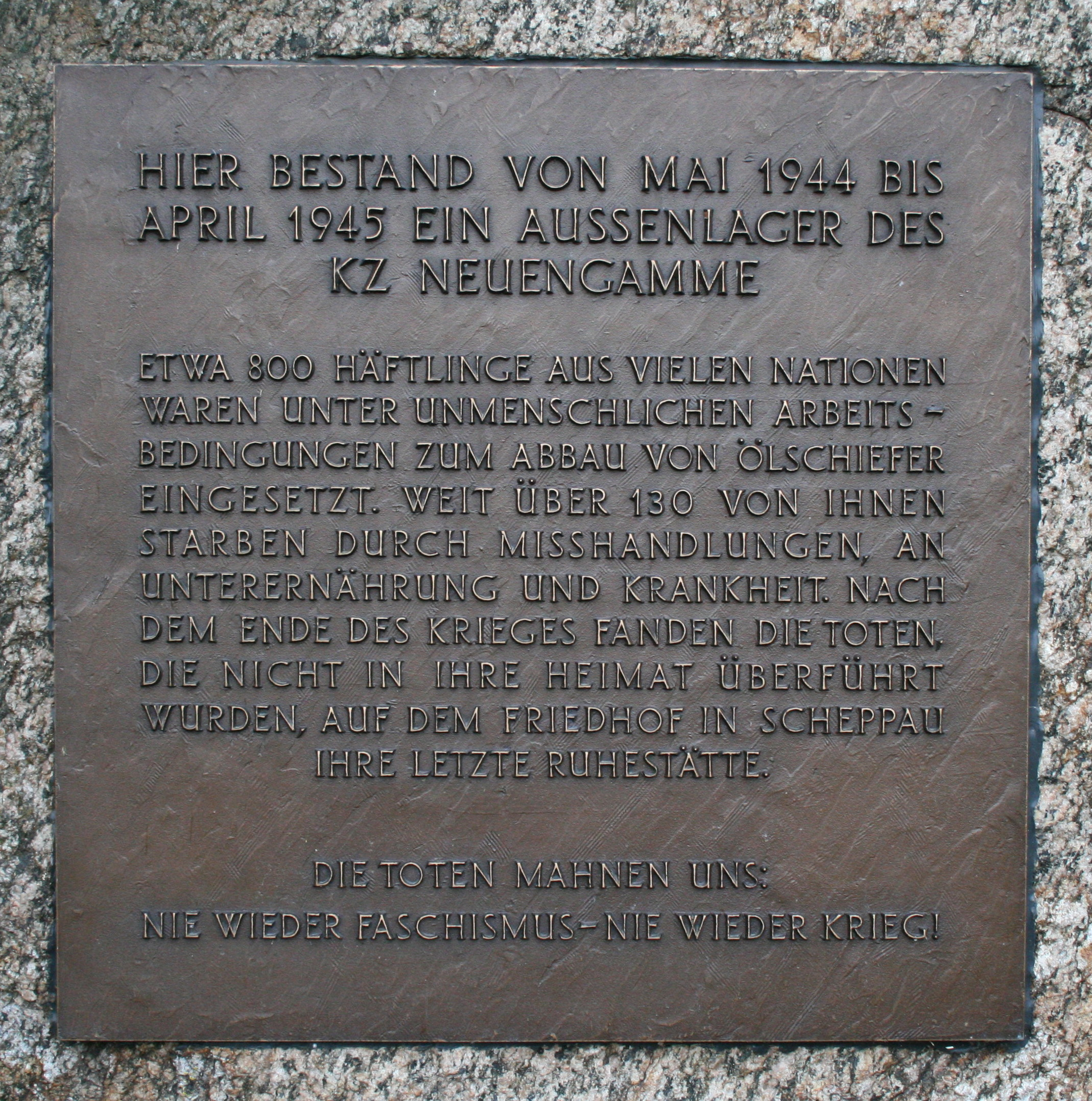
Die Bronzetafel auf dem Gedenkstein im Jahr 2008
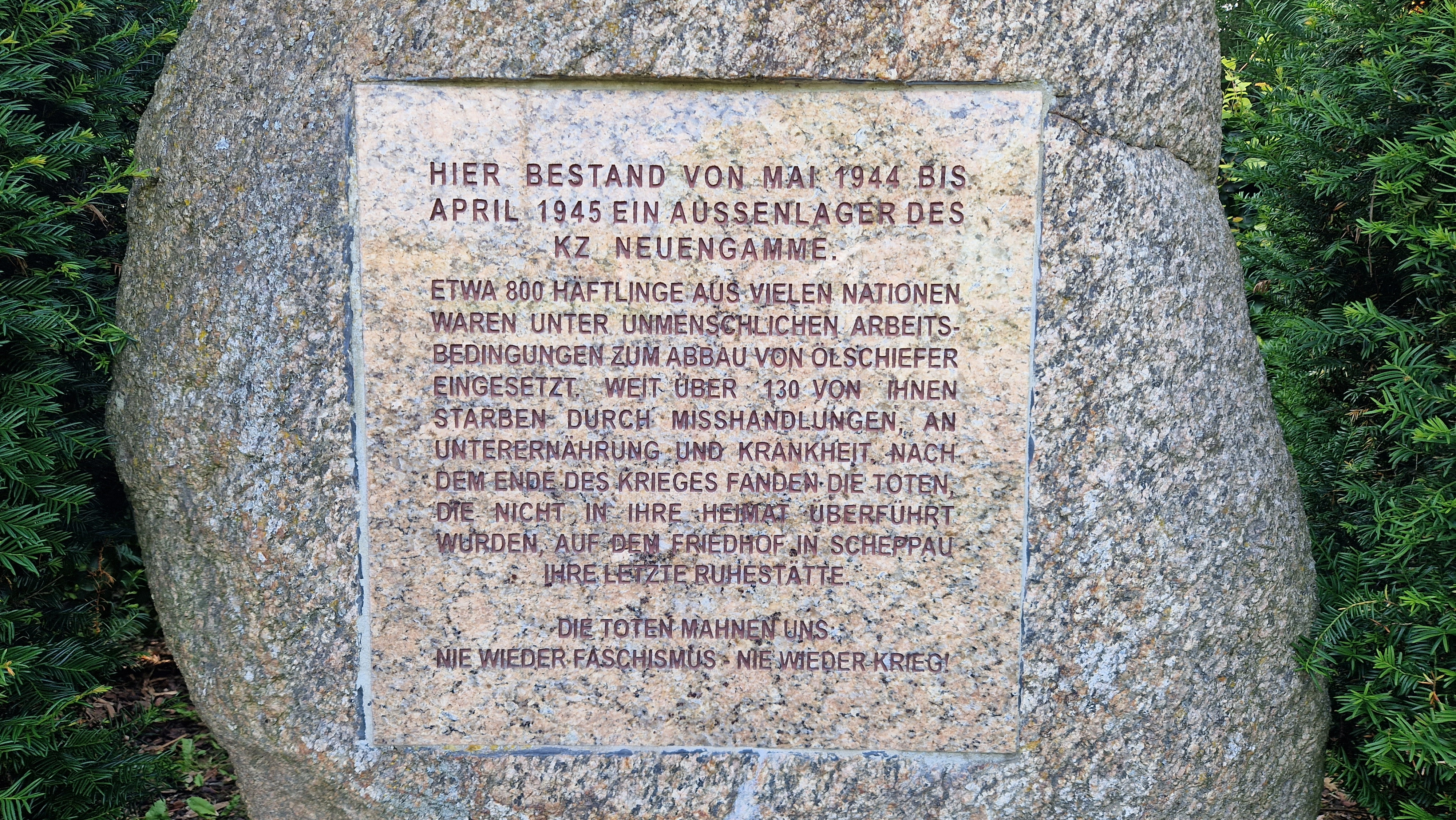
Inschrift auf dem Gedenkstein im Jahr 2023: derselbe Text auf einer hellen Steintafel

### Gedenkstätte Scheppau

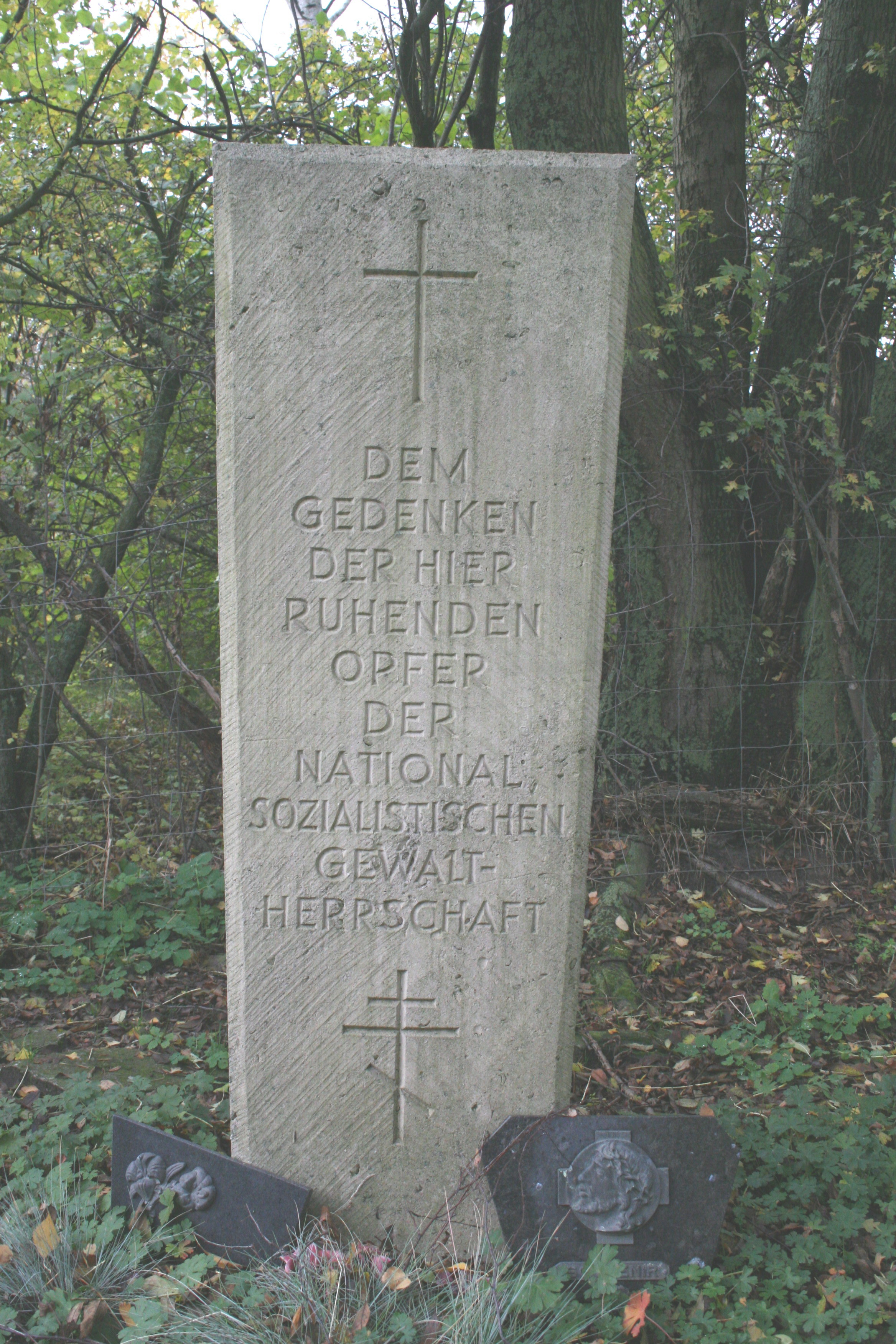
Älterer Gedenkstein auf dem Friedhof Scheppau

Als letzte Ruhestätte von 97 verstorbenen Häftlingen ist auch der Scheppauer Friedhof eine Gedenkstätte. Grabplatten erinnern an die  Toten. Da nicht alle KZ-Häftlinge namentlich identifiziert werden konnten, sind einige Gräber namenlos.
Die Stadt Königslutter, zu der Scheppau gehört, ließ am 1. Mai 1995 einen Gedenkstein am Rand des Gräberfeldes aufstellen. Auf der Tafel auf dem Gedenkstein steht: „Hier liegen 97 Opfer der unmenschlichen Lebens- und Arbeitsbedingungen des ehemaligen KZ Schandelah.“ Danach werden die elf Länder aufgezählt, aus denen die Verstorbenen stammten.
Im Jahr 2005 jährte sich die Befreiung zum 60. Mal. Ehemalige Häftlinge sowie ein großer Teil der Nachkommen der dort zu Tode gekommenen Menschen trafen sich auf dem Friedhof von Scheppau zu einer Gedenkfeier.

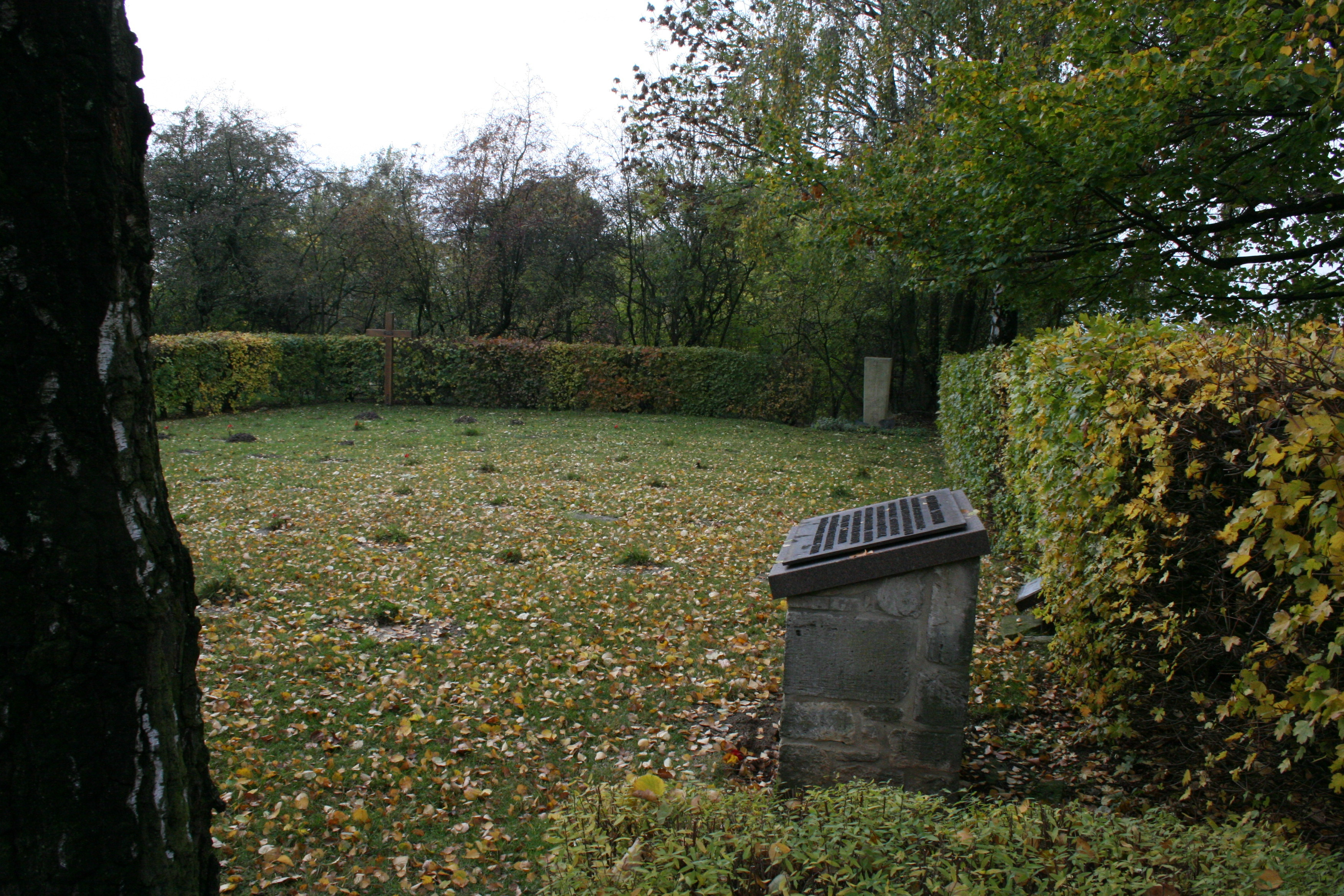
Das Gräberfeld auf dem Friedhof in Scheppau
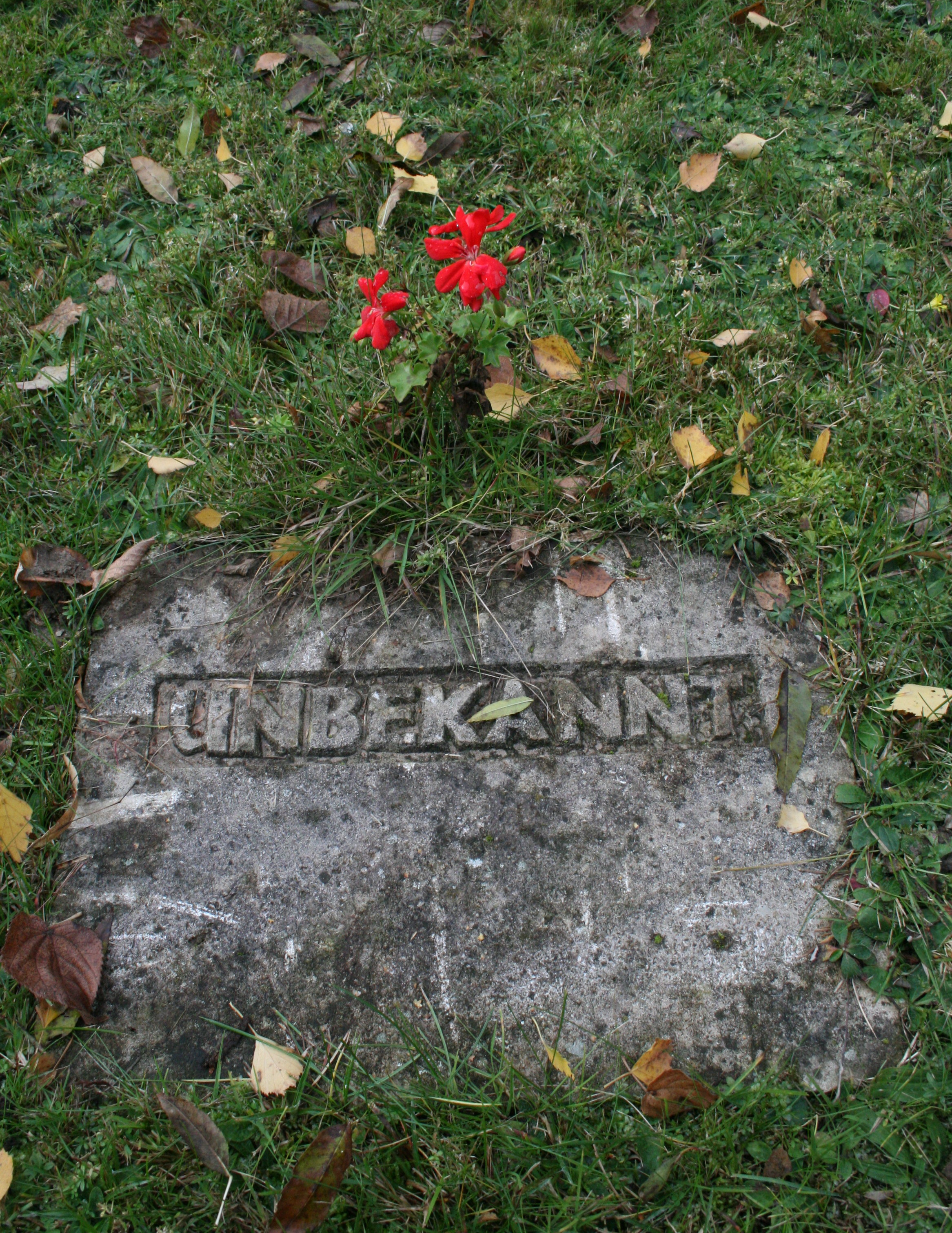
Grabplatte für einen unbekannten KZ-Häftling
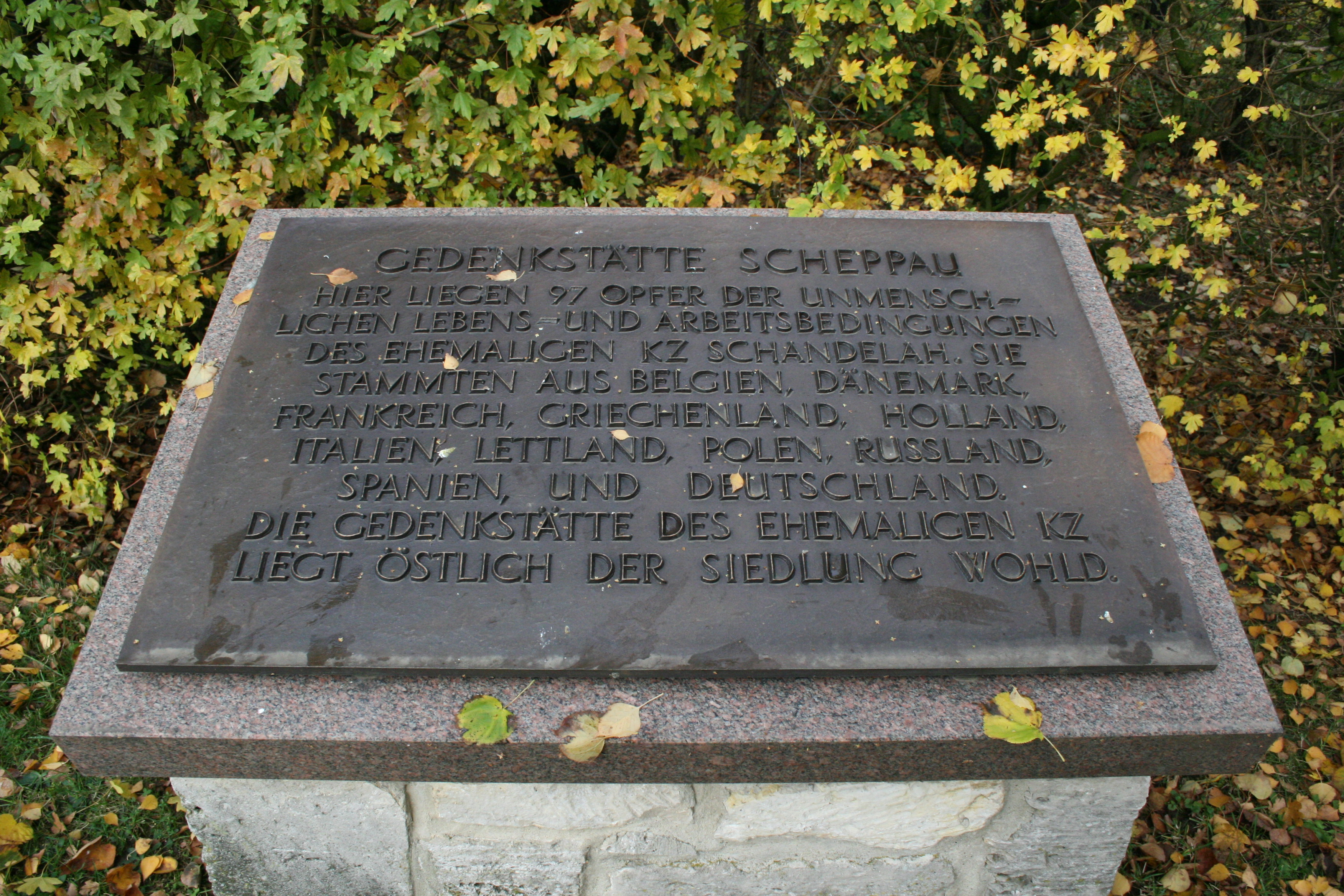
Bronzetafel auf dem von der Stadt Königslutter gestifteten Gedenkstein